# Bjørn Kaas
Bjørn Kaas (død 1581), til Stårup Hovedgård var en dansk rigsråd der
hørte til Sparre-Kaasernes slægt og var en bror til
Niels Kaas (død 1594). I sine unge dage var
han hofsinde og var som sådan med i det følge, der
1548 ledsagede kongedatteren Anna til Sachsen. Senere
førte han et uroligt liv i udlandet. Efter sin hjemkomst havde han en
række betydelige forleninger, nemlig Vordingborg Len 1561-63, Helsingborg Len
1563-65, Malmøhus Len 1565-80 og Bygholm Len 1580-81,
hvortil kom forskellige mindre pantelen i Jylland
og Skåne. I marts 1567 blev han optaget i rigsrådet,
og kort efter sendtes han og Frands Brockenhuus til
med en styrke til Norge, hvor de kæmpede
ved Oslo og efter at have fået forstærkning fra
Bergenhus tvang Svenskerne til at ophæve belejringen
af Akershus. I slutningen af samme år var han
en af førerne for et indfald i Småland, hvilket
imidlertid mislykkedes, da de skånske bønder,der udgjorde hærens
hovedstyrke, gjorde mytteri, så toget måtte
opgives, og derefter kom han ikke til at spille nogen
større rolle i krigsførelsen. På Malmøhus havde han
i flere år (1568-73) det hverv at bevogte den berømte
statsfange Jarlen af Bothwell. Han døde 26. Marts 1581
paa Bygholm. – Foruden fædrenegården Stårupgård
ved Skive, hvis hovedbygning han opførte, ejede han Vangkjær, Kjærsgård og
Ellinggård i Vendsyssel, Vorgaard i Hellum Herred,
Tybjærggård på Sjælland og Bjersøholm i Skåne, hvor
han også opførte en ny hovedbygning, hvis rester
endnu findes; i hovedstaden ejede han ligeledes
en gård. En del af denne godsrigdom skyldte han
sin hustru, Christence Nielsdatter Rotfeldt, der
overlevede ham (død 1601).
Niels Hemmingsens skrift «Livsens Vej»
(1570) er tilegnet Bjørn Kaas.

## Eksterne kilder og henvisninger
- Tekst efter C.F. Bricka i Dansk Biografisk Leksikon på Projekt Runeberg.